# Overamstelpolder
De Overamstelpolder (ook wel Over Amstel Polder of Oetewaler polder) was een smal en langgerekt (voormalig) poldergebied ten zuidoosten van het centrum van Amsterdam en maakt tegenwoordig deel uit van het stadsdeel Amsterdam-Oost. De polder lag ten zuiden van de Singelgracht, ten noorden van de Watergraafsmeer, ten oosten van de Amstel en ten westen van het Nieuwe Diep. De polder moet niet worden verward met de wijk Overamstel die gelegen is in de Groot Duivendrechterpolder.

## Geschiedenis
Het veenweidegebied werd omstreeks 1630 ingericht tot polder. De polder werd bemalen met een poldermolen, gebouwd in 1631, die het water uitsloeg op het Nieuwediep, vanwaar het water via de Ypesloter sluis naar de Zuiderzee liep. De molen werd aangeduid als Over-Amstelse molen, Houtwalder molen of Oetewalermolen. In 1866 werd de molen verbouwd met een vijzel i.p.v. een waterrad. In 1880 werd de molen gesloopt en vervangen door een stoomgemaal. Het gebouw van het vroegere gemaal staat nog steeds aan de oever van het Nieuwe Diep, het is nu eigendom van Stadsherstel Amsterdam en heeft tegenwoordig een horecabestemming.
Als gevolg van de door de Sint-Pietersvloed veroorzaakte dijkdoorbraak in de Diemerzeedijk ten oosten van Amsterdam in maart 1651 liep het ten zuiden van deze dijk gelegen land onder water, waaronder ook de Overamstelpolder en de recent (in 1629) drooggemaakte Watergraafsmeer.
De polder werd van oudsher doorsneden door de Oetewalerweg (thans Linnaeusstraat), die de Amsterdamse Muiderpoort verbond met de Watergraafsmeer. In het verlengde van de weg vormde de Oetewalerbrug de verbinding met de Middenweg. In het oostelijk deel van de polder lag de begraafplaats Zeeburg, een Israëlitische begraafplaats, bij het huidige Flevopark. Vanaf 1843 werd de polder in het westen doorsneden door de spoorlijn Amsterdam – Utrecht en meer in het oosten vanaf 1874 door de spoorlijn Amsterdam – Hilversum.
Bestuurlijk viel de polder tot 1896 onder drie gemeenten. Het noordelijke deel maakte deel uit van Amsterdam, het zuidelijke deel van Nieuwer-Amstel en het oostelijke deel van Diemen. In 1896 werd het noordelijke gedeelte van Nieuwer-Amstel door Amsterdam geannexeerd waaronder ook deze smalle uitstulping op de rechter Amsteloever waar de polder zijn naam aan dankt: "over de Amstel" gezien uit Nieuwer-Amstel. Gelijktijdig werd ook het oostelijke gedeelte van de polder dat bestuurlijk onder Diemen viel geannexeerd, waardoor de gehele polder onder Amsterdams bestuur viel.
Vanaf circa 1870 verschenen er nieuwe stadswijken van de zich buiten de Singelgracht uitbreidende stad. In het laatste kwart van de 19e eeuw verrezen de buurt langs de Weesperzijde, de Oosterparkbuurt en de Dapperbuurt. Na 1900 werd ook de Indische Buurt gebouwd.
In de polder werden er rond de jaren twintig nog een tweetal woonwijken gebouwd. In het westen, tussen de Wibautstraat en de Linnaeusstraat, verscheen de Transvaalbuurt, ook wel Afrikanerbuurt genoemd. In het zuidoosten, ten zuiden van de Insulindeweg, verscheen het zuidelijke gedeelte van de Indische buurt en het Flevopark.
Het middelste gedeelte van de polder, ten oosten van de Linnaeusstraat en ten westen van de Spoorlijn Amsterdam - Zutphen, was oorspronkelijk (tot 1940) onder meer een volkstuincomplex en tot het begin van de jaren nul een rafelrand van de stad. Het stond bekend als het Polderweggebied en er bevonden zich hier onder meer de Oostergasfabriek, het Sportfondsenbad Oost en de Busgarage Oost, later ook tramremise, van het GVB. Aan de Polderweg zelf, die zijn naam dankt aan de polder, stond sinds 1941 het Dierenasiel Amsterdam. Sinds 2007 is het gebied herontwikkeld en veranderd in de nieuwe wijk Oostpoort.